# OD (motorfiets)
OD is een historisch merk van motorfietsen.
OD: Fahrzeugfabrik Willy Ostner, Dresden, later Sulzbach-Rosenberg (1927-1935).
Dit Duitse merk maakte goede motorfietsen met 347- tot 996 cc MAG-motoren, die allemaal grijs/blauw gespoten waren. De grootste V-twin had een achteruitversnelling. In enkele racers en zijspancombinaties werden JAP-motoren gebouwd, die op bestelling ook in andere modellen gebouwd konden worden. 
Vanaf 1932 bouwde OD ook 198 cc Bark-twee- en viertaktblokken in geschroefde frames en voor Elite-Diamant werden er driewielers met ILO-blokken gebouwd, zowel voor personen- als goederenvervoer. Deze driewielers werden nog tot kort na de Tweede Wereldoorlog geproduceerd.